# 英语中的 /r/ 音
英语中的 /r/ 音在方言里有很多不同的变体。

## 分类
由于世界各地方言的不同，/r/ 音经常会以同位异音的形式出现。以下罗列了几种情况：
- “标准”R 音：以齿龈近音的形式出现，常见于标准英音和通用美式英语的发音中；
- 卷舌音（英：Bunched）或者擦音（英：Molar）的 R 音：是“卷舌的”齿龈音（也称“齿槽音”）[ɹ̈]（应当与舌叶音区分开来），常见于美国南部英语（Southern American English）以及美国中西部、西部的英语（Western American English）发音；另外，在（以上列举的）任意一种方言中，齿龈后音后通常会接续较重的舌尖音 [ɹ̺] 和卷舌音发音；
- “软腭音”R：齿龈近音的软颚化发音 [ɹˠ]，见于传统的爱尔兰英语中；
- “卷舌音”R：常见于英国西部乡村口音（West Country English），一些美国及加拿大英语、北爱尔兰英语（Ulster English）中也有出现，以卷舌近音 [ɻ] 的形式发音；
- “弹音”R：齿龈闪音 [ɾ]，常见于利物浦英语和传统的英格兰北部方言（English language in Northern England）；多见于苏格兰英语、南非英语、威尔士英语、印度英语、爱尔兰英语（也有可能是这些地区英文的发音受当地方言的影响），还有 20 世纪早期的标准英语。需要与齿龈闪音 /t/、/d/区分开来；
- “颤音”R：浊齿龈颤音 [r]，常见于一些古早的苏格兰英语、南非英语、威尔士英语、印度英语和海峡岛英语中；
- “小舌音”或者“诺森伯兰方言小舌 r 音（Northumbrian burr）”：浊小舌擦音 [ʁ]，常见于非常古早的诺森布里亚方言和乔迪变体——尽管它们中有一大部分已经消失在历史的长河中。另外，一些爱尔兰西南部和东部英语、阿伯丁英语发音中也有此音节；
- “唇音”（参见唇音化）R：唇齿近音 [ʋ]，常见于一些河口英语方言中（由于 “R 音化”的缘故，此条尚有争议），参见下文 R - 唇音化。

在许多英国方言中，/r/ 音会以唇音 [ɹ̠ʷ] 的形式出现，例如：reed [ɹʷiːd]	，tree [tɹ̥ʷiː]；在后一个单词 tree 中，/t/ 的发音也会有轻度的唇音化。
另外，一些方言中，/dr/ 中的 /r/音，比如单词 dream，发音时往往会变成浊腭龈擦音 [ɹ̠˔]，少数情况下也可能会变为浊齿龈擦音 [ɹ̝]。单词 tree 中的/tr/ 常会以清音后齿龈擦音（Voiceless postalveolar non-sibilant fricative） [ɹ̠̊] 或清齿龈非齿擦音（Voiceless alveolar non-sibilant fricative）[ɹ̝̊] 的形式出现。英国，/r/音的常见发音为近音，但在 /θ/ 后的 /r/ 音会以清齿龈闪音 [ɾ̥] 的形式发音（例如：thread）。除此之外，在美国部分州，/θ/ 后的 /r/ 音会以闪音的形式出现，其中以犹他州为最。